# Erich Seemüller
Erich Seemüller (*  27. November 1932 in Haubersbronn; † 1. Februar 2024 in Sandhausen) war ein deutscher Agrarwissenschaftler der Spezialgebiete Gartenbau und Phytomedizin, er war 1968–1997 wissenschaftlicher Direktor der Biologischen Bundesanstalt für Land- und Forstwirtschaft (BBA) am Institut für Pflanzenschutz im Obstbau in Heidelberg.

## Leben und Wirken
Seemüller absolvierte im elterlichen Bauernbetrieb eine landwirtschaftliche Lehre, machte 1956 die Gehilfenprüfung und besuchte dann die höhere Landbauschule Nürtingen, die er 1959 als Staatlich geprüfter Landwirt verließ. 
Von 1960 bis 1964 studierte Seemüller Landwirtschaft an der Agrarfakultät der TU in Berlin-Dahlem. Nach erfolgreichem Diplomabschluss trat er in das Institut für Mykologie der BBA für Land- und Forstwirtschaft ein, um über Pilzschädlinge zu arbeiten. 
1967 promovierte Seemüller mit der Dissertation Die morphologischen und biologischen Verhältnisse bei Fusarien der Sektion Sporotrichiella zum Dr. agr. im Jahr 1968 wechselte Seemüller an das Institut für Pflanzenschutz im Obstbau der BBA nach  Dossenheim bei Heidelberg. Hier war er bis zu seiner Pensionierung 1997 zuletzt als wissenschaftlicher Direktor. 
Nach langjähriger Dozententätigkeit im Nebenamt und Betreuung zahlreicher Diplomanden und Doktoranden wurde Seemüller durch die Ruprecht-Karls-Universität Heidelberg 1993 zum Honorarprofessor ernannt. Seemüller hat mehr als 200 Publikationen über verschiedene Obstkrankheiten und Schädlinge veröffentlicht.